# 锡利
锡利（法語：Silly，法語發音：[sili] ⓘ）是比利时瓦隆大区埃諾省阿特區的一个市镇，位于瓦隆大区与弗拉芒大區交界处，北部与弗拉芒大區弗拉芒布拉班特省接壤，通行法语，是比利时法语社群的一部分，面积17.70平方千米，人口8,407人（2018年1月1日）。
此市鎮的名稱源自一條名為「Sille」（法语）或「Zulle」（荷蘭語）的溪流。而在英语世界稱此市鎮為「Silly」，由於該單詞意指「愚蠢」，常被列在奇特地名名單中。

## 姊妹城市
- 義大利 圣米尼亚托